# Tanah Seribu
Tanah Seribu is een bestuurslaag in het regentschap Binjai van de provincie Noord-Sumatra, Indonesië. Tanah Seribu telt 6494 inwoners (volkstelling 2010).